# Eva Matyášová
Eva Matyášová (* 15. července 1959) je česká politička a lékařka, v letech 2017 až 2021 poslankyně Poslanecké sněmovny PČR, v letech 2016 až 2020 zastupitelka Královéhradeckého kraje, od roku 2014 zastupitelka města Hradec Králové, členka hnutí ANO 2011.

## Život
Profesí lékařka, má třicet let praxe z nemocnic, ambulancí i vedení polikliniky.
Eva Matyášová žije ve městě Hradec Králové, konkrétně v části Slezské Předměstí.

## Politické působení
Je členkou hnutí ANO 2011. V komunálních volbách v roce 2014 byla za hnutí ANO 2011 zvolena zastupitelkou města Hradec Králové, a to z druhého místa kandidátky. Působí jako předsedkyně Komise místní samosprávy Slezské Předměstí – jih. Ve volbách v roce 2018 post zastupitelky města obhájila.
V krajských volbách v roce 2016 byla zvolena za hnutí ANO 2011 zastupitelkou Královéhradeckého kraje. Působila jako členka Výboru zdravotního. Ve volbách v roce 2020 již nekandidovala.
Ve volbách do Poslanecké sněmovny PČR v roce 2017 kandidovala za hnutí ANO 2011 v Královéhradeckém kraji, ale neuspěla (skončila jako první náhradnice). Dne 24. listopadu 2017 se však vzdal mandátu Jiří Hlavatý kvůli své opětovné kandidatuře do Senátu PČR a ona se tak ve stejný den stala poslankyní Poslanecké sněmovny PČR.
Ve volbách do Poslanecké sněmovny PČR v roce 2021 již nekandidovala.